# Jean-Raphaël Hirsch
Pour les articles homonymes, voir Hirsch.
Jean-Raphaël Hirsch, né le 6 septembre 1933 à Paris 20e et mort le 10 septembre 2016 à Paris 13e, est un enfant caché en France, rescapé de la Shoah, le fils de Sigismond Hirsch, rescapé d’Auschwitz et de Berthe Hirsch, décédée à Birkenau en 1943. Il est le « plus jeune résistant de France ». Chirurgien, il est président du Comité français pour Yad Vashem.

## Biographie
Jean-Raphaël Hirsch est né le 6 septembre 1933, Paris. Il est le fils de Sigismond Hirsch, médecin radiologiste survivant d’Auschwitz et de Berthe Hirsch, décédée à Birkenau en 1943. Il est le neveu de Shatta Simon.

### Le plus jeune résistant de France
Jean-Raphaël Hirsch, alias Nano est l'un des plus jeunes résistants de France. Il est un agent de liaison dans la Résistance sous le nom de Jean-Paul Pelous de fin 1942 à août 1944. En effet, un enfant à vélo n'attire guère l'attention. Nano se rend seul en zone libre passant par Vierzon (Cher) sur le moteur d'une locomotive électrique BB et rejoint Moissac (Tarn-et-Garonne) en juillet 1942. Il amène des faux papiers, tickets d’alimentation, vêtements, compléments en vêtements ou nourriture et si possible des nouvelles d’un frère ou d’une sœur cachés dans une autre ferme. Parfois un message de son père à telle fermière, à tel paysan.
À la suite de l'arrestation de ses parents le 18 octobre 1943, son oncle et sa tante, après l'avoir caché à Auvillar et à Cahors, l'évacuent dans un autre secteur de résistance toujours comme agent de liaison du maquis des Bouches-du-Rhône de novembre 1943 à 1944. Enfin Pendant l'été 1944 il sert sur le champ de bataille comme aide-soignant du docteur résistant Jean Daniel (reconnu en 1989 Juste parmi les nations), il n'a pas encore 11 ans,,,.

### Déportation de ses parents
Sigismond Hirsch,  37 ans, est déporté par le convoi n°62, en date du 20 novembre 1943 du camp de Drancy vers Auschwitz. Son épouse Berthe Hirsch, née Weyl à Strasbourg le 16 septembre 1907, âgée de 36 ans, est déportée dans le même convoi, et est assassinée à Auschwitz. Sigismond Hirsch survit à la Shoah.

### Après la Guerre

#### Chirurgien
Influencé par son action de résistance en tant qu'aide chirurgien sur le champ de bataille, après la guerre, Jean-Raphaël Hirsch devient chirurgien.

#### Famille
Avec son épouse Anne Hirsch, il a deux fils : Jonathan et Mickaël, et une fille : Yaël.

#### Mort
Jean-Raphaël Hirsch est mort à Paris le 10 septembre 2016, à l'âge de 83 ans. Il est enterré le 14 septembre au cimetière du Montparnasse (division 30).

## Honneurs
- Officier de la Légion d'honneur
- Commandeur de l'ordre national du Mérite

## média externes
Interview de Jean Raphael Hirsch par Christelle Lepolotec